# Wissinghausen
Wissinghausen ist ein Ortsteil der Stadt Medebach im Hochsauerlandkreis.

## Lage des Ortes
Wissinghausen liegt etwa 8 km nordwestlich der Kernstadt Medebach an der Landstraße 872 zwischen Küstelberg im Westen und Deifeld im Osten auf einer Höhe von etwa 530 Metern.

## Geschichte

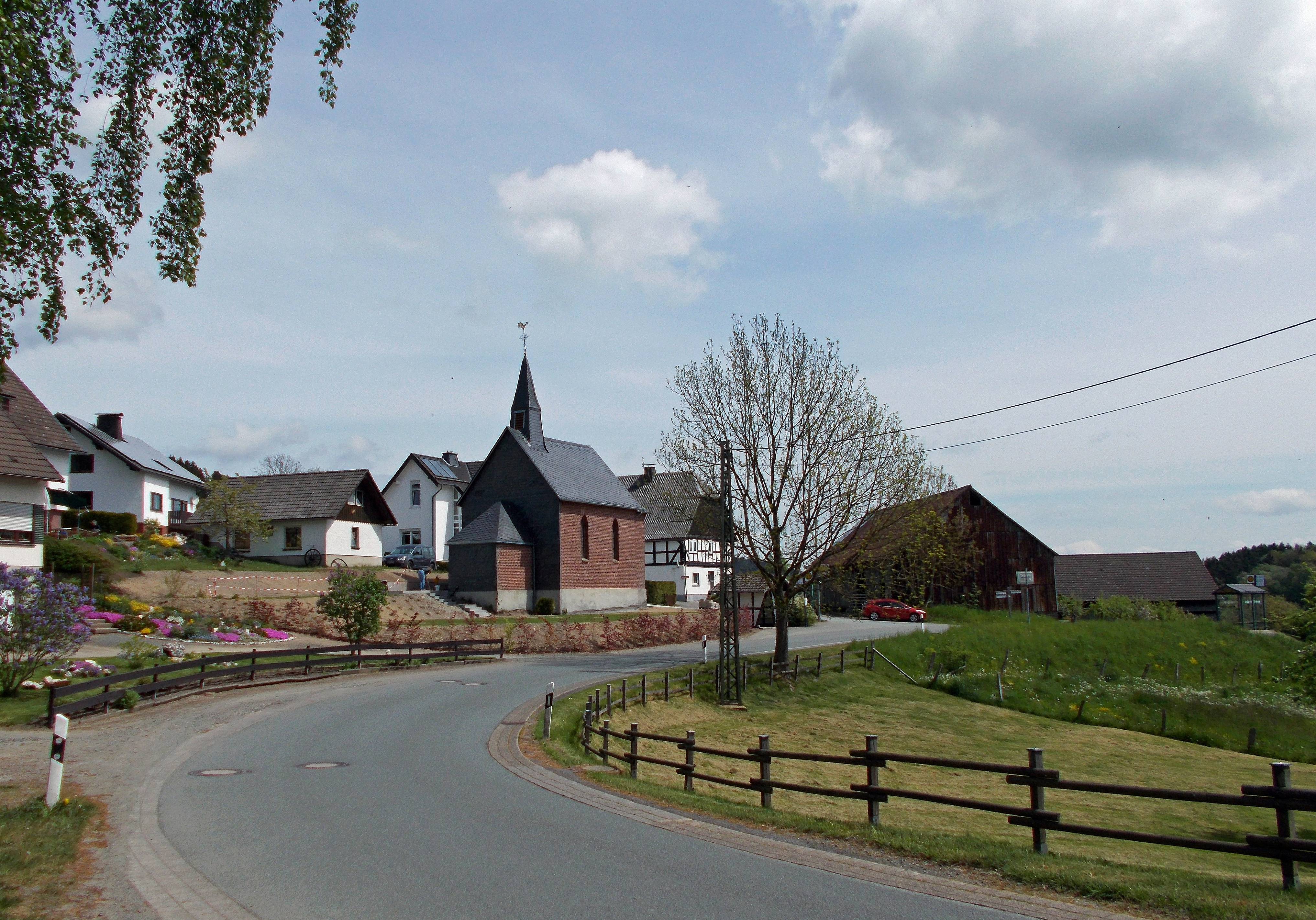
Wissinghausen

Erstmals erwähnt wird der Ort in einer Urkunde von 1266. Damals verzichtete ein Reinher Wittorp auf seine Ansprüche auf „Werzinchosen“ zugunsten von Kloster Küstelberg.
1802 fiel der Ort mit dem Herzogtum Westfalen an die Landgrafschaft Hessen-Darmstadt. Ab 1816 gehörte Wissinghausen zu Preußen. Zuerst gehörte es zum Kreis Medebach, dann als Ortsteil von Deifeld und als Teil des Amtes Medebach zum Kreis Brilon. 

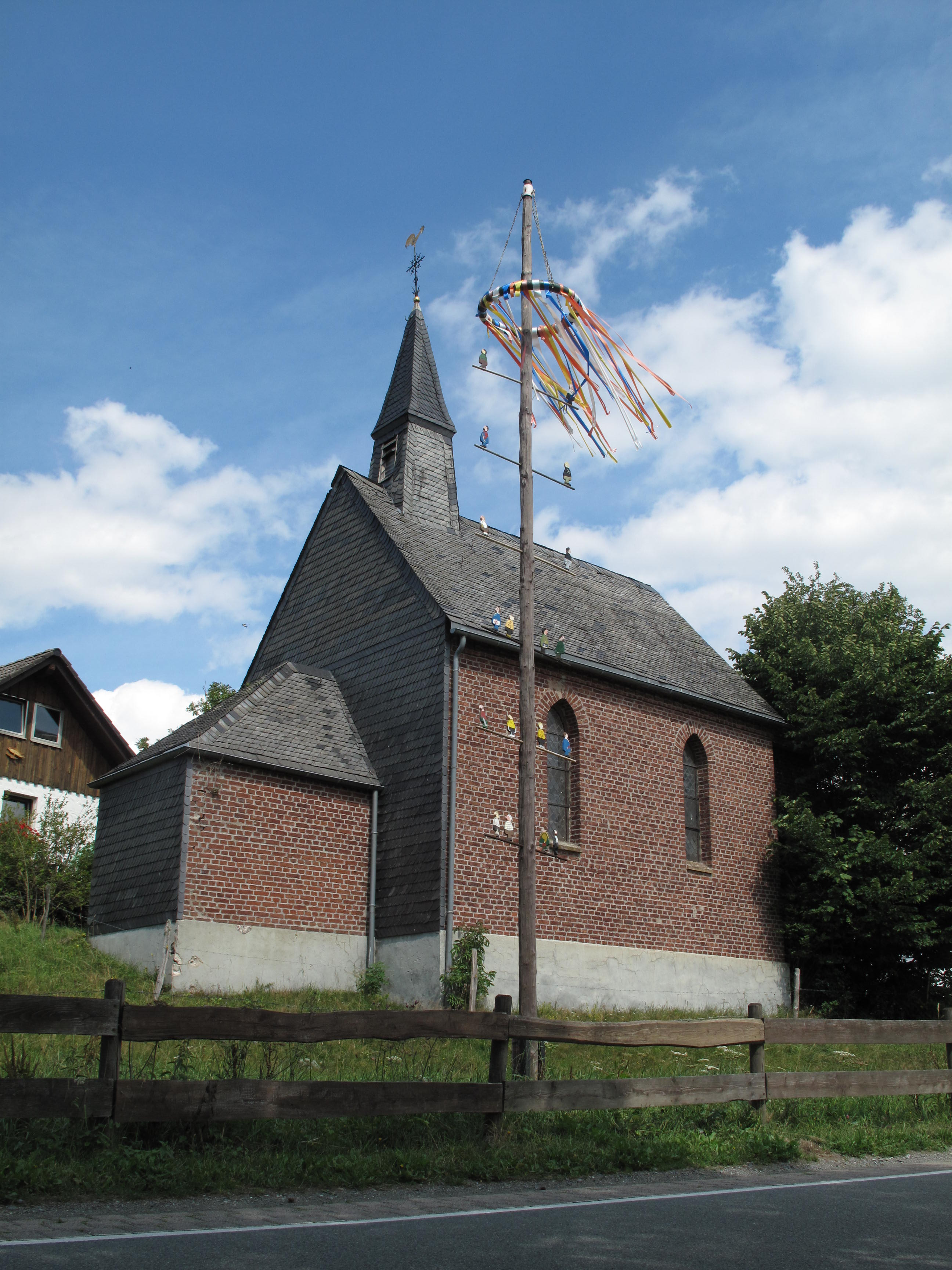
Wissinghausen, Kapelle

1897 wurde eine Kapelle erbaut. Dennoch gehört der Ort bis heute als Filiale zur katholischen Pfarrei in Deifeld.
Am 29. März 1945 durchfuhren aus Richtung Küstelberg kommende US-Soldaten mit Panzern Wissinghausen. An diesem und dem folgenden Tag durchfuhren Hunderte von Fahrzeugen und Panzern der US-Army das Dorf. Am 2. April 1945 wurde Wissinghausen von deutschen Truppen, welche aus Richtung Küstelberg angriffen, erobert. Das Dorf wurde nun von US-Soldaten mit Geschützen beschossen. Ein Wohnhaus und drei Scheunen brannten ab. Ein Dorfbewohnerin wurde durch Granatsplitter schwer verwundet. Nach viereinhalb Jahre dauernder Krankheit verstarb sie an den Folgen der Verwundung. 
Bis 1969 gehörte der Ort zur Gemeinde Deifeld. Am 1. Juli 1969 wurde er im Rahmen der kommunalen Neugliederung in die Stadt Medebach umgegliedert.

## Sehenswürdigkeiten
- Das älteste Haus ist „Müres Haus“ aus dem Jahr 1720.[5]
- Die Kirche St. Johannes Baptist mit Resten einer römischen Pfeilerbasilika aus dem Jahr 1237[6]